# شام پیشاتاریخ
شام پیشاتاریخ از پارینه‌سنگی زیرین، حدود ۱٫۵ سال پیش، آغاز شد و با عصر برنز، حدود ۲۰۰۰ پیش‌ازمیلاد، به پایان رسید. آن منطقه از شمال به جنوب، سرزمین‌های امروزیِ غرب سوریه، لبنان، جنوب سوریه، اسرائیل، فلسطین، اردن و نیز بخشی از سینا را در بر می‌گرفت.
در دوران پارینه‌سنگی زیرین، گروه‌های گوناگونی از انسان‌ها در این منطقه سکنی گزیدند و به دیگر مناطق آسیا و احتمالاً اروپا کوچ کردند. پس‌از دوران پارینه‌سنگی زبرین، در این منطقه برای نخستین‌بار سبک زندگی نوسنگی به‌صورت کم‌تحرکی، کشاورزی و دامداری و ابزارسازی پیشرفته‌تر پدید آمد. این تکامل در دوران مس‌سنگی و آغاز عصر برنز ادامه داشت. پیشرفت توده‌های بزرگ فزاینده، فعالیت‌های کشاورزی فشرده‌تر و ابزارسازی پیشرفته تا زمان پیدایش دولت‌های واقعی در نیمه دوم هزاره سوم پیش‌از میلاد در غرب سوریه، تغییر در دوره‌های تاریخی را نشان می‌دهند.